# والسدورف (راینلاند-فالتس)
والسدورف (به آلمانی: Walsdorf) یک شهر در آلمان است که در فولکانایفل واقع شده‌است. والسدورف ۹۱۳ نفر جمعیت دارد.